# Kommunikations- und Informationszentrum
Das Kommunikations- und Informationszentrum (kiz) ist nach der Universitätsverwaltung die größte zentrale Einrichtung der Universität Ulm. Im kiz werden die Kompetenzen rund um die Informations- und Kommunikationsversorgung der Universität gebündelt. Rund 120 Beschäftigte erbringen Bibliotheks-, IT- und Medien-Dienstleistungen für knapp 10.000 Studierende in vier Fakultäten, über 200 Professoren und mehrere Tausend Mitarbeiter der Universität und des Universitätsklinikums Ulm. Das kiz war deutschlandweit eine der ersten Hochschul-Institutionen, die mit dem Leitgedanken „Alles aus einer Hand“ ein einheitliches Informationszentrum nach den Grundsätzen der funktionalen Einschichtigkeit verwirklicht hat.

## Geschichte
Mitte der 1980er Jahre entwickelte eine Expertenkommission (Wissensbanken-Kommission, 1987) die Idee zur Bildung integrierter Service-Organisationen für die Informationsversorgung an Hochschulen. Diese Überlegungen waren Anlass zur Ausarbeitung eines Planungspapiers, das der Universität Ulm 1989 vorgelegt wurde. Erst 13 Jahre später, nachdem die hochschulrechtlichen Voraussetzungen geschaffen waren, beschloss der Senat der Universität am 25. Januar 2001 die Bildung einer solchen Einrichtung unter der Bezeichnung Kommunikations- und Informationszentrum (kurz: kiz).
In einer Übergangsphase bestanden die bis dahin eigenständigen zentralen Einrichtungen Universitätsbibliothek, Universitätsrechenzentrum und Zentrale für Foto, Grafik und Reproduktion (Fotozentrale) als Geschäftsbereiche innerhalb des kiz fort, das von einem Vorstand geführt wurde. Der Vorstand setzte sich aus den Leitern der drei Einrichtungen, ihren Stellvertretern sowie einem Geschäftsführer zusammen.
Nach Ende der organisatorischen Transformationsprozesse nahm das kiz am 13. Februar 2002 offiziell seinen Betrieb auf.

### Leiter des kiz
- 2002–2012: Hans Peter Großmann
- 2013–2022: Stefan Wesner
- 2022–2024 kommissarischer Leitungskreis[2]
- 2024–heute: Steffen Wendzel

## Struktur und Organisation
Das Landeshochschulgesetz Baden-Württemberg eröffnet in § 28 die Möglichkeit, dass „[…] die Hochschulen […] zur Versorgung der Hochschule mit Literatur und anderen Medien sowie zur Koordinierung, Planung, Verwaltung und zum Betrieb von Diensten und Systemen im Rahmen der Kommunikations- und Informationstechnik ein einheitliches Informationszentrum nach den Grundsätzen der funktionalen Einschichtigkeit bilden“ können. Im Gegensatz zu den meist favorisierten Kooperationsmodellen, die an der etablierten Struktur zentraler Einrichtungen grundsätzlich festhalten, verfolgte die Universität Ulm als eine der ersten deutschen Hochschulen den Ansatz einer vollständigen Fusion bestehender Einrichtungen zu einer neuen Organisation. 
Im kiz wurden Universitätsrechenzentrum, Universitätsbibliothek, Fotozentrale sowie die vormals der Universitätsverwaltung zugeordneten Arbeitsbereiche der Sprachkommunikation (TK-Anlage) und der Hörsaalbetreuung unter einer gemeinsamen Leitung und in einer veränderten Aufbauorganisation zusammengefasst.
Das kiz besteht aus fünf Service-Abteilungen und einer dem Leitungs- und Verwaltungsbereich zugeordneten Abteilung: 
- Servicemanagement und Organisation
- Informationssysteme
- Medien
- Infrastruktur
- Bibliotheksbenutzung
- Informationsmedien

Die Abteilungen sind intern wiederum nach Teams gegliedert, deren Mitglieder mit ähnlichen Aufgaben befasst sind. Geführt wird das kiz regulär von einem Leiter und dessen Stellvertreter. Der Leitung können außerdem abteilungsübergreifende Organisationseinheiten zugeordnet sein, z. B. für Ausbildung und Öffentlichkeitsarbeit.
Der überwiegende Teil der Dienstleistungen des kiz wird durch das Zusammenwirken mehrerer Abteilungen erbracht, wodurch Synergieeffekte, Kostendegression, eine hohe Dienstleistungsorientierung und die Ausschöpfung von Innovationspotenzial ermöglicht werden. Dadurch konnte das kiz sein Service-Portfolio ohne zusätzliches Personal ausbauen.

## Aufgaben und Dienste

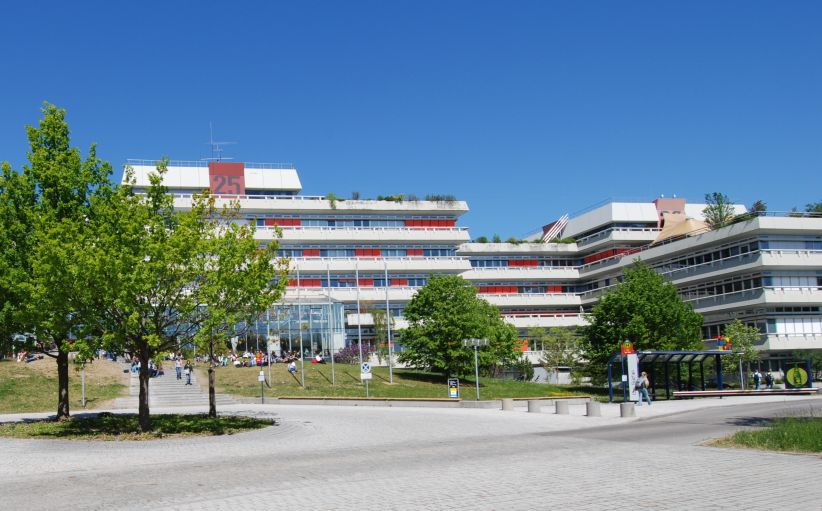
kiz Hauptstandort Universität Ost (Gebäude O26, Niveau 5)

Als Dienstleister hat das kiz die Aufgabe, den Hochschulbetrieb in allen Bereichen – Forschung, Lehre, Studium und Weiterbildung – durch die optimale Sicherung einer bedarfsgerechten Informationsversorgung zu ermöglichen. Das kiz ist demnach verantwortlich für den Betrieb der kompletten Kommunikations- und Informationsinfrastruktur, sorgt für die Optimierung und Weiterentwicklung der Dienstleistungen und entwickelt in Zusammenarbeit mit der Hochschulleitung Konzepte und strategische Empfehlungen für neue Dienste.
Für sein Servicemanagement orientiert sich das kiz an den Best Practices des ITIL-Frameworks. Der nach Kategorien gegliederte Service-Katalog stellt die Gesamtheit der vom kiz erbrachten Dienstleistungen dar und gibt Auskunft über die Leistungsmerkmale und Nutzungsmodalitäten (Nutzergruppen, Antrag, Kosten). Darüber hinaus werden weiterführende Informationen und Hilfestellungen (z. B. Anleitungen) bereitgestellt.

## Standorte
Bis zum Jahr 2001 verfügten die Vorgängereinrichtungen des kiz über zahlreiche Standorte auf dem Campus und in der Stadt Ulm: Die Fotozentrale befand sich auf dem Hochsträß, das Universitätsrechenzentrum belegte Teile des Gebäudes O26 auf dem Campus Ost. Die Universitätsbibliothek hatte Bereichsbibliotheken am Michelsberg, Safranberg, Hochsträß und über die Gebäude der Universität am Oberen Eselsberg verteilt. Die zentrale Bibliothek, die Bibliotheksverwaltung und Magazin-Bestände befanden sich im ehemaligen Kloster Wiblingen.
Im Jahr 1998 wurde mit einem noch für die Universitätsbibliothek geplanten Neubau eines Zentralgebäudes auf dem Campus West der Universität Ulm begonnen, das nach 2 ½ Jahren Bauzeit fertiggestellt wurde. Mit dem Bezug der Bibliotheks-Zentrale im April 2001 konnte ein Großteil der anderen Standorte geschlossen werden, die Bereichsbibliothek Safranberg wurde im Zuge des Umzugs der Chirurgischen Klinik im Frühjahr 2012 in die Bibliotheks-Zentrale integriert. Heute verfügt das kiz nach Durchführung von Konsolidierungsmaßnahmen noch über die folgenden Standorte:
- Hauptstandort Universität West (Gebäude Bibliotheks-Zentrale)
- Hauptstandort Universität Ost (Gebäude O26, Niveau 5)
- Staudingerstraße (geschlossenes Magazin)
- Bereichsbibliothek Helmholtzstraße (Mathematik, Wirtschaftswissenschaften)

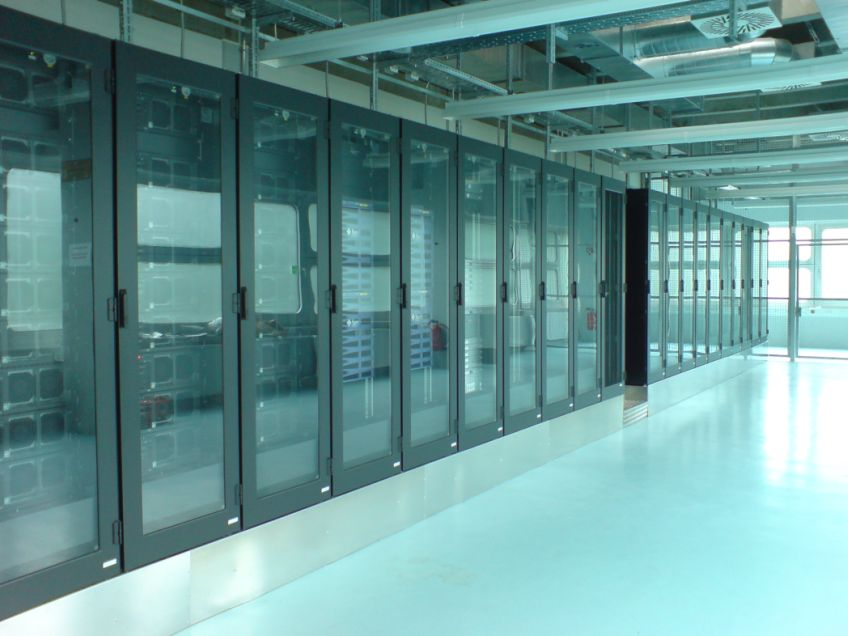
Serverraum des kiz

## Projekte (Auswahl)
Das kiz beteiligt sich als Projektpartner oder in leitender Funktion an zahlreichen anwendungsnahen Forschungsprojekten, um innovative neue Dienstleistungen zu entwickeln. Einen Schwerpunkt bilden Digitalisierungsprojekte für die Kernprozesse der Universität (Campusmanagement) und im Bereich des High Performance Computings.